# سعيد مصطفى
سعيد مصطفى بَلَّة محمد أو سعيد السعودي هو لاعب كرة قدم سوداني من مواليد السعودية .
لعب سابقاً في أندية المريخ والأهلي شندي في السودان، وأندية الفيحاء والحزم وضمك في السعودية ومثل المنتخب السوداني.

## وصلات خارجية
- سعيد مصطفى على موقع ناشيونال فوتبول تيمز (الإنجليزية)

- سعيد مصطفى